# Sana Bukas pa ang Kahapon
Sana Bukas pa ang Kahapon est une série télévisée philippine diffusée en 2014 sur l'ABS-CBN,.

## Distribution

### Acteurs principaux
- Bea Alonzo : Rose Buenavista-Salvador / Atty. Emmanuelle Gaspar-Romero
- Paulo Avelino : Patrick Salvador
- Albert Martinez : Leo Romero

### Acteurs secondaires
- Susan Roces : Ruth Gaspar
- Anita Linda : Lola Patchi
- Eddie Garcia : Magno Ruiz
- Dina Bonnevie : Laura Bayle-Buenavista / Laura Bayle-Syquia
- Tonton Gutierrez : Carlos Syquia / Señor Muerte
- Maricar Reyes : Sasha Syquia-Salvador
- Miguel Vergara : Francisco Miguel "Kit" Romero
- Michelle Vito : Violet Buenavista
- Francis Magundayao : Sebastian Syquia

### Acteurs étendus[pasclair]
- Malou Crisologo : Yaya Divine
- Nikki Valdez : Rocky Gomez
- Ben Isaac : Banjo

### Acteurs invités
- Rolly Inocencio : avocat de la famille de Buenavista
- Jong Cuenco : Mr. Abueva
- Jordan Herrera
- Art Acuña :
- Jon Lucas : Jester
- Yves Flores
- Chienna Filomeno : Pauleen
- Elisse Joson : Erica
- Paulo Angeles : Ryan

### Participations spéciales
- Joem Bascon : Gerald
- Angeline Quinto : Angie
- Bembol Roco (en) : Fidel de Guzman
- Chinggoy Alonzo : Henry Buenavista
- Christian Vasquez : Henry Buenavista (jeune)
- Precious Lara Quigaman : Jasmine Ruiz-Buenavista
- Dominic Ochoa : père de Emmanuelle
- Dimples Romana : mère de Emmanuelle
- William Lorenzo : Ernesto Ramos
- Alexandra Macanan : Rose Buenavista (jeune)
- Dexie Daulat : Emmanuelle Gaspar (jeune)
- Nathaniel Britt / Dominic Roque : Leo Romero (jeune)
- Yayo Aguila : Ruth Gaspar (jeune)
- Ricardo Cepeda : Magno Ruiz (jeune)
- Bangs Garcia : Laura Bayle (jeune)
- Yogo Singh / Ron Morales : Carlos Syquia (jeune)

## Diffusion
- ABS-CBN (2014)
- TFC North America
- TFC Europe
- TFC Middle East
- TFC Japan
- TFC Hong Kong
- TFC Malaysia
- TFC Indonesia
- TFC Singapore
- TFC Australia

## Bande originale
Toutes les chansons de l'album de la bande originale officielle de la série sont interprétés par Angeline Quinto.
1. Gusto Kita
2. Why Can't It Be
3. Umiiyak Ang Puso
4. Someday
5. Wherever You Are
6. Hindi Ko Kaya
7. Muli
8. Forever (avec Erik Santos)
9. Sana Bukas pa ang Kahapon